# Arthur Joseph Serratelli
Arthur Joseph Serratelli (Newark, 18 de abril de 1944) é um ministro americano e bispo católico romano emérito de Paterson.
O reitor do Pontifício Colégio Norte-Americano, Francis Frederick Reh, ordenou-o sacerdote em 20 de dezembro de 1968.
O Papa João Paulo II o nomeou Bispo Auxiliar de Newark e Bispo Titular de Enera em 3 de julho de 2000. O arcebispo de Newark, Theodore Edgar McCarrick, o consagrou bispo em 8 de setembro do mesmo ano; Os co-consagradores foram Michael Angelo Saltarelli, Bispo de Wilmington, e Paul Gregory Bootkoski, Bispo Auxiliar de Newark. Como lema escolheu Vivere Christ Est.
Ele foi nomeado bispo de Paterson em 1º de junho de 2004 e foi empossado em 6 de julho do mesmo ano. Papa Bento XVI nomeou-o Secretário do Comitê "Vox Clara" em 2 de fevereiro de 2011.
Em 28 de outubro de 2016, o Papa Francisco o nomeou membro da Congregação para o Culto Divino e a Disciplina dos Sacramentos.
Em 15 de abril de 2020, o Papa Francisco aceitou a renúncia de Arthur Joseph Serratelli por motivos de idade.